# Морозова, Лиза
Ли́за Моро́зова (4 мая 1973, Москва, СССР) — российская художница, кандидат психологических наук (исследователь социально-психологических аспектов современного авангардного искусства), арт-терапевт. Участница более 170 выставок и фестивалей в 20 странах мира. Живет в Москве.

## Биография
Родилась 4 мая 1973 года в Москве. В 1995 году окончила факультет психологии Московского педагогического государственного университета. С 1995 по 2000 год училась в Царскосельском филиале Санкт-Петербургской государственной академии театрального искусства, Международная Мастерская Театра Синтеза и Анимации «Интерстудио», мастерская паратеатральных форм (мастер — Юрий Соболев). С 1995 по 2000 год — член арт-группы «Запасный выход» (Царское Село — Москва). В 1999—2000 годах училась в Школе современного искусства (курс «Новые художественные стратегии») при Фонде Сороса и ИПСИ, Москва. В 2000—2008 годах — член «программы ESCAPE» (совместно с В. Айзенбергом, Б. Мамоновым и А. Литвиным). С 2004 года — ведёт собственный социально-образовательный проект «Performance Art Studio». В 2005 году — защитила кандидатскую диссертацию «Социально-психологическое исследование художественной провокативности (на примере современного авангардного искусства)», посвященную воздействию перформанса.
2008 - 2011 — вела в интернет-издании OpenSpace.ru авторскую колонку «Перформанс вокруг нас с Лизой Морозовой».
2011-2012 — преподаватель перформанса в Школе Родченко.
С 2013 — преподаватель истории и теории перформанса в школе «Свободные мастерские» при ММСИ.
2015 - 2018 — мастер курса Школы перформанса PYRFYR при галерее «На Солянке».
2021 — преподаватель теории и практики перформанса в Высшей Школе Экономики, мастер курса.
2022 — преподаватель истории перформанса в Школе современного искусства "БАЗА."
Участница более 170 выставок и фестивалей в 20 странах мира. Живет в  Москве.

## Выставки

### Участие вбиеннале
- 1996 — IV Международная Санкт-Петербургская биеннале «SPATIA NOVA», Музей истории Санкт-Петербурга, Санкт-Петербург.
- 2002 — IV Биеннале в Цетине (участие совместно с «программой ESCAPE»), Цетине, Черногория.
- 2003 — I Пражская биеннале, Национальная галерея — Дворец выставок (чеш. — Велетржни Палац), Прага, Чехия.
- 2005 — 51-я Венецианская биеннале (участие совместно с «программой ESCAPE»), Российский павильон, Сады Биеннале (итал. — Джардини делла Биеннале), Венеция, Италия.
- 2005 — 1-я Московская биеннале современного искусства, ГТГ, ЦДХ на Крымском Валу, ММСИ, Зверевский центр, Москва.
- 2007 — 2-я Московская биеннале современного искусства (участие совместно с «программой ESCAPE»), ЦДХ, Москва.
- 2009 — IX Международная биеннале современного искусства «Диалоги», Малый Манеж, Санкт-Петербург.
- 2009 — 3-я Московская биеннале современного искусства, ГТГ на Крымском Валу, Москва.
- 2010 — Первая Южно-российская биеннале современного искусства, «Концептуализм: здесь и там», МСИИД, Ростов-на-Дону.
- 2010 — Первая Якутская биеннале молодого искусства «Арт-поиск», Якутск.
- 2011 — IX Красноярская музейная биеннале, Красноярский музейный центр, Красноярск
- 2011 — 3 Биеннале в Салониках, фестиваль перформанса, Греция;
- 2011 — 4 Московская биеннале современного искусства, спецпроект «Бесконечный  фестиваль перформанса PYRFYR», выставка «9 дней», галерея на Солянке, Москва;
- 2011 — «Performa — 4», биеннале нового арт-перформанса, «33 фрагмента русского перформанса», Школа Св. Патрика, Нью-Йорк, США;
- 2013 — 5 Московская биеннале современного искусства, Параллельная программа, «Зоопарк художников», галерея на Солянке, Москва;
- 2015 — 6 Московская биеннале современного искусства, Параллельная программа, «Художник в загоне», галерея на Солянке, Москва; «Транскрипция шума»,  спецпроект Московской биеннале, Государственный Дарвиновский музей, Москва; «Одиночный пикет», спецпроект Московской биеннале, Ходынское поле-галерея «Граунд», Москва; «И жизнь прожил, и жив ишо. Трибьют БУКашкину», параллельная программа третьей Уральской индустриальной биеннале современного искусства, Уральский филиал Государственного центра современного искусства, Екатеринбург; «Музей. PERMM», Пермь; ЦСИ, Казань.

### Участие в международных ярмаркахсовременного искусства
- 1997, 2000, 2001 — Международная художественная ярмарка «АРТ-Манеж», Манеж, Москва.
- 2000, 2001, 2002, 2003, 2007, 2008 — Международная ярмарка «АРТ-Москва», ЦДХ, Москва.
- 2002 — Международная ярмарка «Арт-Франкфурт», некоммерческая программа, Франкфурт-на-Майне, ФРГ.
- 2005 — Международная ярмарка «ARCO», Мадрид, Испания.
- 2007 — Художественная ярмарка «Фонтан», Винвуд (см. англ. — Wynwood Art District), Майами, США.
- 2007 — Международная художественная ярмарка «UnFair», Майами-Бич, США.
- 2009 — Universam Art Fair, Москва.
- 2009 — Выставка номинантов премии Кандинского-2008, Frieze Art Fair (см. англ. — Frieze Art Fair), Louise Blouin Foundation, Лондон, Великобритания.

### Другие групповые выставки (выборочно)
- 1995 — «Границы», галерея «Spider & Mouse», Москва.
- 1996 — «Запасной выход», центр современного искусства «TV-галерея», Москва.
- 1997 — «Петербург—97», Манеж, Санкт-Петербург.
- 1998  "Портфолио", галерея "Hotel", Цюрих.
- "Запасной выход в Арт-Коллегии", галерея "Арт-Коллегия", С-Петербург.
- II Международный Фестиваль Экспериментального Искусства и Перформанса, Манеж, С-Петербург.
- Международные мастерские Россия + Швейцария "Запасной выход", Запасной Дворец, Царское Село.
- 1999 "Между небом и землей", Культурный центр Зальцау, Германия.
- "Виниловые кости" (выставка, посвященная Элвису Пресли), XL-галерея, Москва.
- Международный Фестиваль "Кукарт-4", Запасной Дворец, Царское Село.
- Международная выставка - семинар современного Искусства молодых художников, Минск-Витебск.
- "Последнее поколение", галерея "Spider&Mouse", (экспозиционер О.Кулик).
- 2000  "Свойства холодного" (русско-швейцарская выставка совместно с группой "Gates" и галереей Walcheturm (Цюрих)), галерея 21, С-Петербург.
- "Media Art Fest-2000", Манеж, С-Петербург.
- 2001 "Deadline", выставка группы "АВС", галерея "Улица ОГИ", Москва.
- "Наш ласковый и нежный зверь" (выставка, посвященная юбилею Олега Кулика), галерея "Риджина", Москва.
- Первый Фестиваль перформанса им. Малевича, Культурный Центр ДОМ, Москва.
- 2002   Фестиваль "Мелиорация", павильон "Солнечный", пансионат Клязьменского водохранилища.
- Фестиваль городского перформанса "Стихии ЛЕТО".
- "100% зрение", галерея "Риджина", Москва.
- 2003  Фестиваль молодого искусства "Стой! Кто идет? ", Московский зоопарк.
- "Беззащитные и злые", L-галерея, Москва.
- 2004  Фестиваль "АртКлязьма", пансионат "Клязьминское водохранилище", Московская область.
- 2007 14 Международный фестиваль перформанса "Замок воображения", Замок Бройлин, Германия/ галерея OFFicyna, Польша.
- 2008 Выставка "О смертном в искусстве. Памяти Николая Константинова", "M-галерея", Ростов-на-Дону.
- Арт-Лаборатория Философской конференции "Капитализм как религия? Искусство и критическая теория сегодня", ГЦСИ, Москва.
- 2009 "Суп из камня". Галерея "Ателье№2", Центр Современного Искусства "Винзавод", Москва.
- 2010 "100 лет перформанса", Центр Современной культуры "Гараж", Москва.
- Международный Фестиваль Перформанса, Центр Современной культуры "Гараж", Москва.
- "Послебеды", Красноярский Художественный Музей, Красноярск.
- "ZEN d’АРТ. Гендерная история искусства в постсоветском пространстве: 1989–2009", ММСИ, Москва.
- "Повторение не-пройденного", арт-пространство Spider&Mouse, Москва.
- 2011 "Невозможное сообщество", ММОМА, Москва.
- 2012  "Перспективы", Международный Фестиваль Экспериментальной музыки, программа перформанса, Вастерас, Швеция.
- 2013  Выставка номинантов премии Кандинского-2013, "Ударник", Москва.
- VIDEO#RUSSIA!, музей PERMM, Пермь.
- "Женское дело", музей УМАЙ, Алматы.
- "Международный женский день. Феминизм: с авангарда до наших дней", Музейно-Выставочный Центр "Рабочий и колхозница", Москва.
- 2014 "Перформанс в России: картография истории," Музей Современной Культуры "Гараж", Москва.
- "Do it Москва", Музей Современной Культуры "Гараж", Москва.
- 2015  6-я ежегодная выставка гибридного искусства "Лексус. Создавая чувства," Кинотеатр "Россия", Москва.
- Международный фестиваль видеоарта "СЕЙЧАС&ПОТОМ’15," Государственный Музей Архитектуры им. А.В. Щусева. Флигель "Руина", Москва, Испания, Швеция.
- 2016 "Мои университеты (выставка к 100-летию Пермского Университета), Музей Современного искусства PERMM.
- Feminism is Politics! Pratt Manhattan Gallery, NYC.
- Международный фестиваль видеоарта "СЕЙЧАС&ПОТОМ’16," Государственный Дарвиновский музей, Москва.
- 2017 "Posthuman condition," ILIOS contemporary music festival, Galleri NordNorge, Harstad, Norway.
- "TAKEDA. Боль и воля", "Стелла", Москва.
- "Мой первый Ленин" (параллельная программа Московской биеннале), галерея "Беляево", Москва.
- "1917-2017. 100 лет революции," фестиваль  KULTURUS, Центр современного искусства DOX, Прага, Чехия.
- Фестиваль "Может!" ГЦСИ, Владикавказ, Осетия.
- "Прямое воздействие", государственная галерея "На Солянке", Москва.
- 2018 Международный фестиваль видеоарта "СЕЙЧАС&ПОТОМ’18," Центр дизайна ARTPLAY, Москва.
- "Тело текста", Российская государственная библиотека для молодежи (РГБМ), Москва.
- 6-й Фестиваль DOCA, Институт гуманитарного образования и информационных технологий, Москва.
- "Искусство 2000-х" (совместно с программой ESCAPE), Государственная Третьяковская галерея на Крымском Валу, Москва.
- "Здесь и сейчас. Выставка современного искусства". Центральный Манеж, Москва.
- Международный фестиваль "Антоновские яблоки," Сквер Зайцева, Коломна.
- 2019 "Пульсации. Произведения из собрания Михаила Алшибая (Москва)". В рамках Международного Дягилевского фестиваля. Пермская художественная галерея, Пермь.
- "Личный осмотр", Музейно-выставочный комплекс «Музей Норильска», Норильск.
- "Russia.Timeless." Центр современного искусства DOX, Прага, Чехия.
- This is Not a Book: Коллекция Дмитрия Волкова. История о человеке, его искусстве и библиотеке, ММСИ, Москва.

### Персональные выставки
- 2000-2007 — 8 персональных выставок совместно с программой ESCAPE.
- 2003 — «Win/lose», фотовидеоинсталляция. Галерея ESCAPE, Москва.
- 2006 — «Драмамаскарад», перформанс, инсталляция, объекты. Галерея «Белка&Стрелка», Санкт-Петербург.
- 2007 — «Сплетения». Фестиваль перформативного искусства «Корч», Ярославский художественный музей, Ярославль.
- 2008 — «Ловушки для снов, или УМТТН», мультимедиа. Музей Сновидений З. Фрейда, Институт Психоанализа, Санкт-Петербург.
- 2008 — «Узлы», фото. Галерея «ru.litvin», Культурный центр «АРТСтрелка», Москва.
- 2009 — «Dreamcatchers», инсталляция, объекты. Галерея «АРТСтрелка-projects», Культурный центр «АРТСтрелка», Москва.
- 2014 — «Ускользающее и ускользаемое», инсталляция, объекты. Галерея Navicula Artis (в рамках параллельной программы Манифесты), СПб.
- 2014 — «Ускользающее и ускользаемое.» Кураторская мастерская «Треугольник», Электрозавод, Москва.
- 2015 — «Поэзия в зернах», Музей-квартира М. М. Зощенко, Санкт-Петербург.
- 2016 — «Три политических высказывания», Мастерская «АртТочка», Москва.
- 2016 — «Владивосток — Репейный», ЦСИ «Заря», Владивосток;
- 2018 — «Репейниковая поэзия», музей «Арткоммуналка. Ерофеев и другие», Коломна.

## Победы в конкурсах и награды
- 2003 — 1-я премия «За достижения в области современного актуального искусства» (совместно с «программой ESCAPE»), «Мастерские Арт-Москва» (ныне премия «Чёрный квадрат»).
- 2003 — лучший проект пост-феминистической восточноевропейской выставки «Беззащитные и злые» (куратор Б. Драгоева), премирована персональной выставкой в Софии.
- 2004 — победа в конкурсе видеопроектов в Арсенале (совместно с «программой ESCAPE»), Кремль, ГЦСИ, Нижний Новгород.
- 2011 — "Премия Серого Обозревателя» от галереи «Spider & Mouse» «За актуальный проект».
- 2013, 2015 — номинант премии Кандинского.
- 2015 — номинант премии Московской биеннале (шорт-лист)
- 2018 — номинант премии Б. Немцова.